# Els Muntells

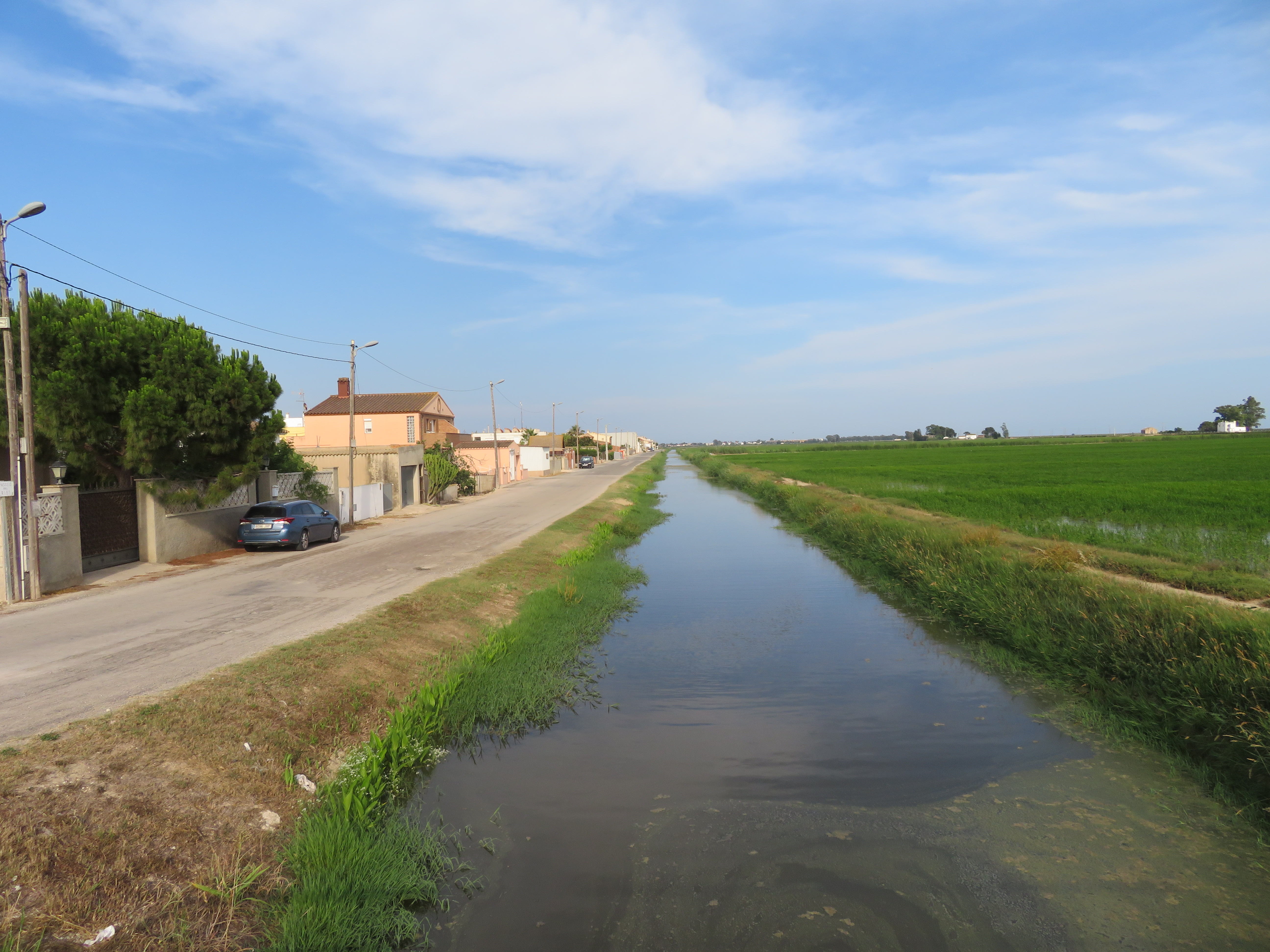
Acequia del Riet en Els Muntells (Panorámica del Delta del Ebro,Tarragona).

Els Muntells es una localidad de la comarca del Montsiá, en la provincia de Tarragona, en la Comunidad Autónoma de Cataluña, España. Es una entidad local menor perteneciente al municipio de San Jaime de Enveija siendo el segundo núcleo de población en número de habitantes dentro del municipio.

## Geografía

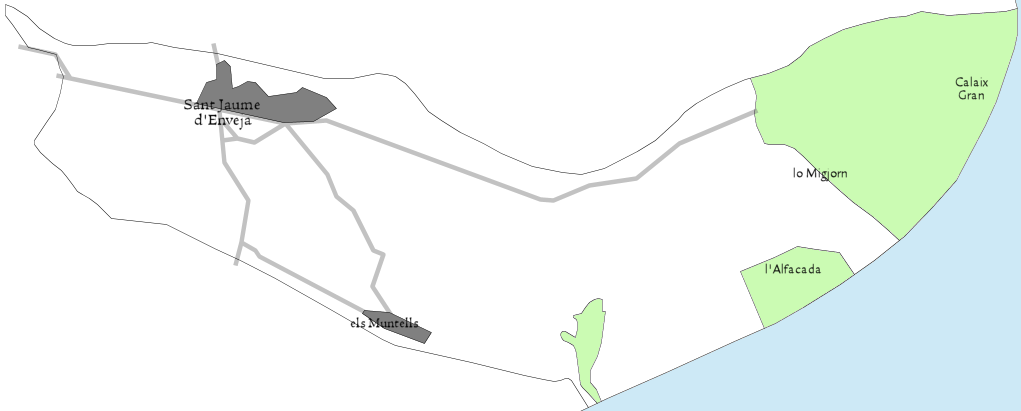
Mapa del término municipal de San Jaime de Enveija.

El núcleo está situado en el sector meridional del delta del Ebro, cerca de la acequia del riet, entre las lagunas de la Tancada y la balsa de la Platjola, cerca de la manga de tierra llamada el Trabucador. 
Tiene como poblaciones más cercanas a San Jaime de Enveija a 5 km, Poblenou del Delta a 8 km, San Carlos de la Rápita a 15 km y Amposta a 16 km.

## Historia
La localidad se originó a partir de 1860, cuando el canal de la Dreta de l'Ebre posibilitó la introducción del cultivo del arroz mediante una complicada red de riego y el desecado de las tierras del delta. Els Muntells se formó a partir de un conjunto inconexo de barracas, levantadas con los juncos, las cañas y el barro de la zona, que se fueron alineando en lo que hoy es la calle Major, que sigue la acequia del Riet.

## Símbolos
- El escudo de Els Muntells se define por el siguiente blasón:

«Escudo en losange de ángulos rectos: de azur, una barraca de argén cerrada de sable, acompañada al jefe de una espiga de arroz de argén y a la punta de dos fajas ondadas de argén y acostada de cuatro dunas abscisas y yuxtapuestas de oro, dos a cada lado.»
Aprobado el 12 de diciembre de 2007 y publicado en el DOGC el 4 de enero de 2008 con el número 4695.
La barraca del escudo simboliza el hábitat tradicional del delta del Ebro, donde está situado el pueblo; la espiga de arroz alude al cultivo de este producto en la zona, y las fajas ondadas representan el río. Las dunas (en catalán muntells) son una señal parlante que hace referencia al nombre de la localidad.
Como es norma según el artículo 14.2 del reglamento de los símbolos de las entidades locales de Cataluña, los escudos aprobados para las entidades locales menores, el de Els Muntells no puede llevar timbre.

## Economía
La principal ocupación de los habitantes de la localidad es la agricultura y la construcción.
En primavera se prepararan los campos para el cultivo de arroz para inundar los campos durante los meses posteriores y haciendo la siega entre septiembre y octubre. En invierno se trabaja en invernaderos y en la recogida de cítricos.

## Comunicaciones
Está comunicado por una carretera local con la cabecera del municipio y con la playa de los eucaliptos.

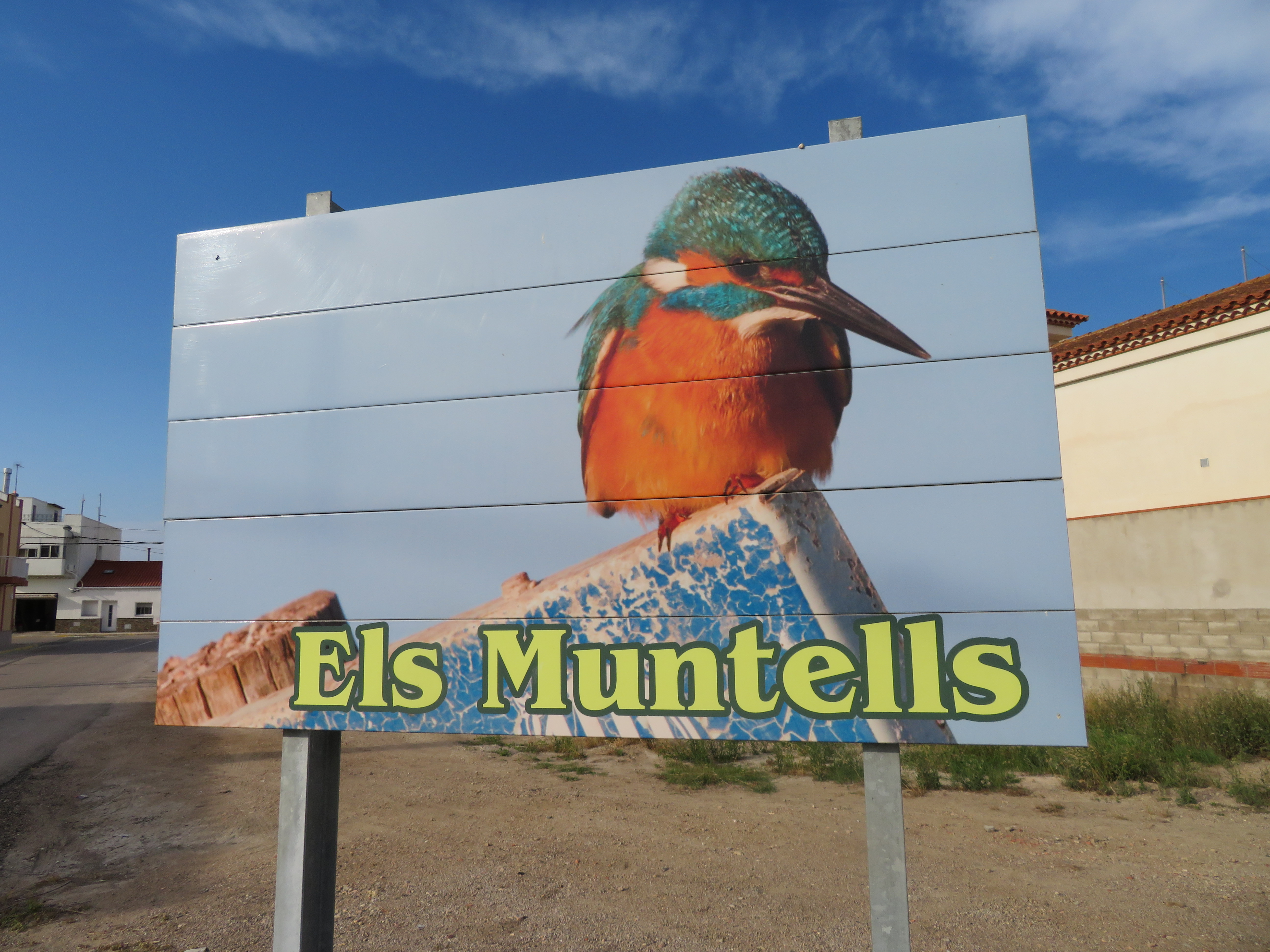
El ave Martín Pescador, emblema iconográfico de la localidad d'Els Muntells.

## Demografía
| 500                        | 497 | 497 | 486 | 492 | 483 | 499 |
| (Fuente: [cita requerida]) |     |     |     |     |     |     |

## Fiestas
- Fiesta para conmemoración de la institución de Els Muntells como Entidad Municipal Descentralizada. Se celebra el 16 de febrero y acostumbra a coincidir con el carnaval.
- Fiestas en honor a San Lorenzo, patrón de la localidad, 10 de agosto. Acostumbran a tener una duración de entre 6 y 7 días.

## Referencias

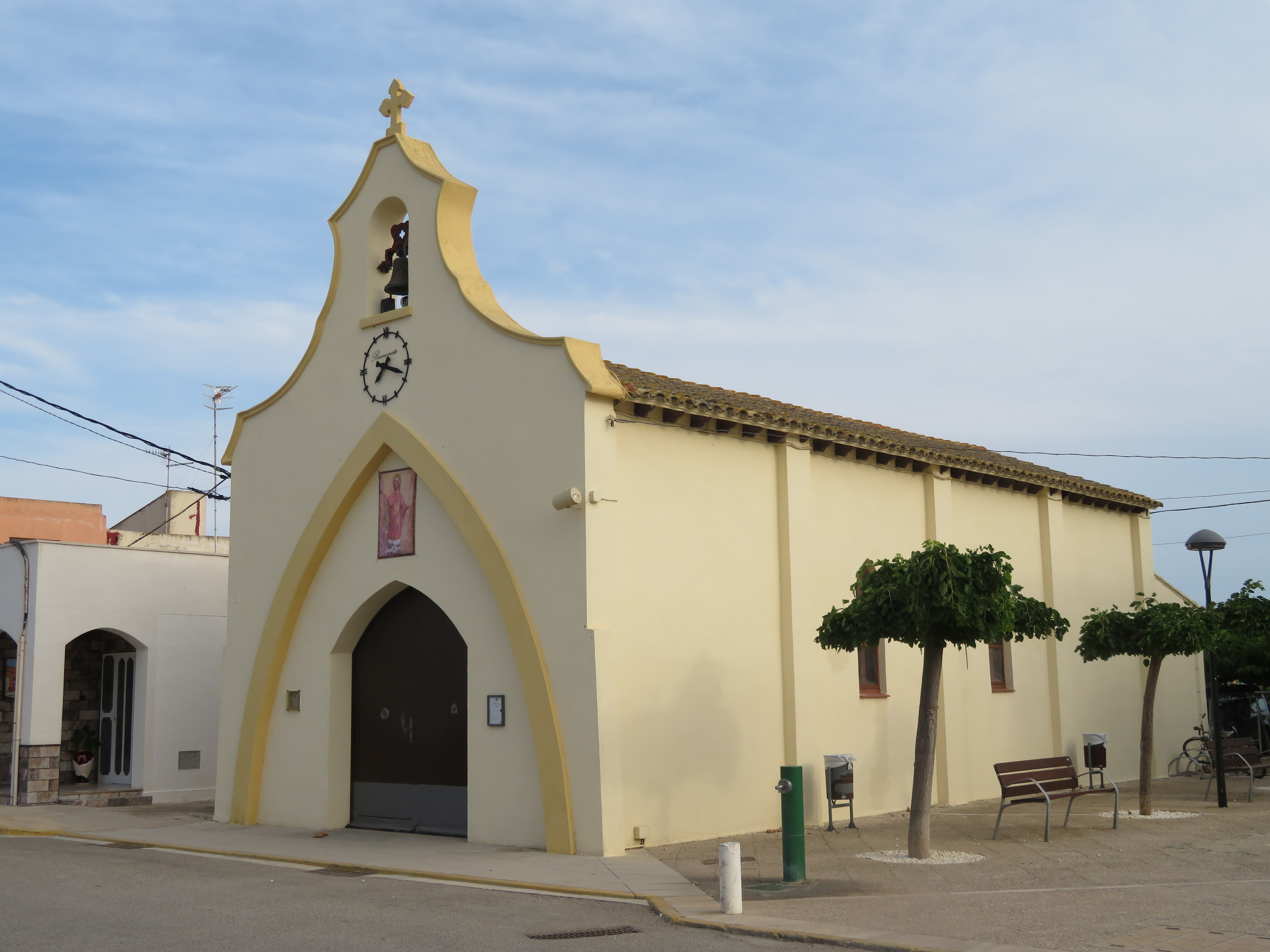
Esglèsia Parroquial de Sant Llorenç en Els Muntells, Sant Jaume d'Enveja.